# Eustomias crossotus
Eustomias crossotus är en fiskart som beskrevs av Gibbs, Clarke och Gomon, 1983. Eustomias crossotus ingår i släktet Eustomias och familjen Stomiidae. Inga underarter finns listade i Catalogue of Life.